# Antigastra catalaunalis
Antigastra catalaunalis là một loài bướm đêm thuộc họ Crambidae. Nó là loài đặc hữu của các khu vực nhiệt đới và cận nhiệt đới, nhưng cũng được tìm thấy ở các khu vực khác do đặc tính di cư của chún.
Sải cánh dài 19–22 mm.
Ấu trùng ăn các loài Antirrhinum, Linaria vulgaris, Sesame và Scrophulariaceae và Pedaliaceae.

## Hình ảnh

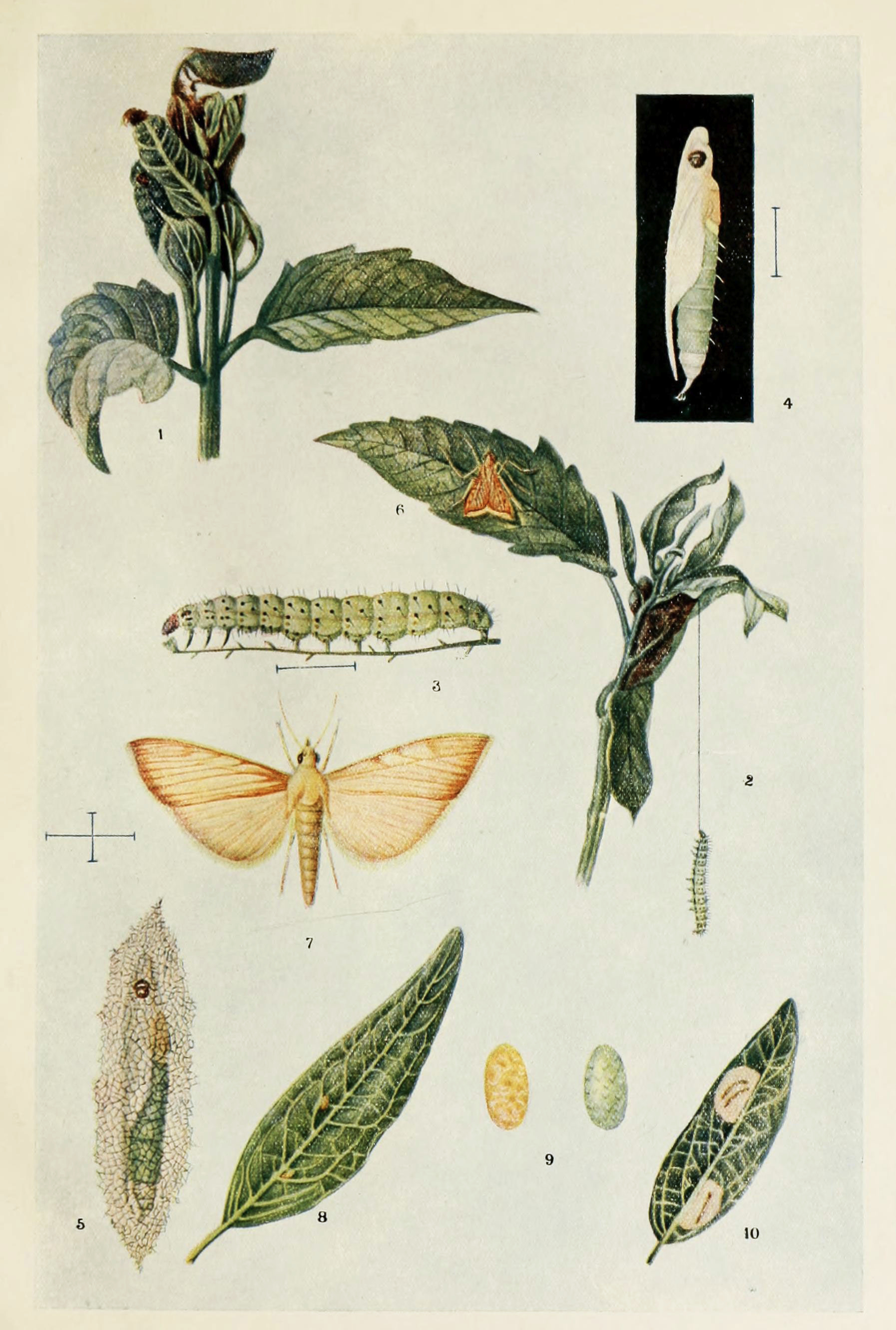
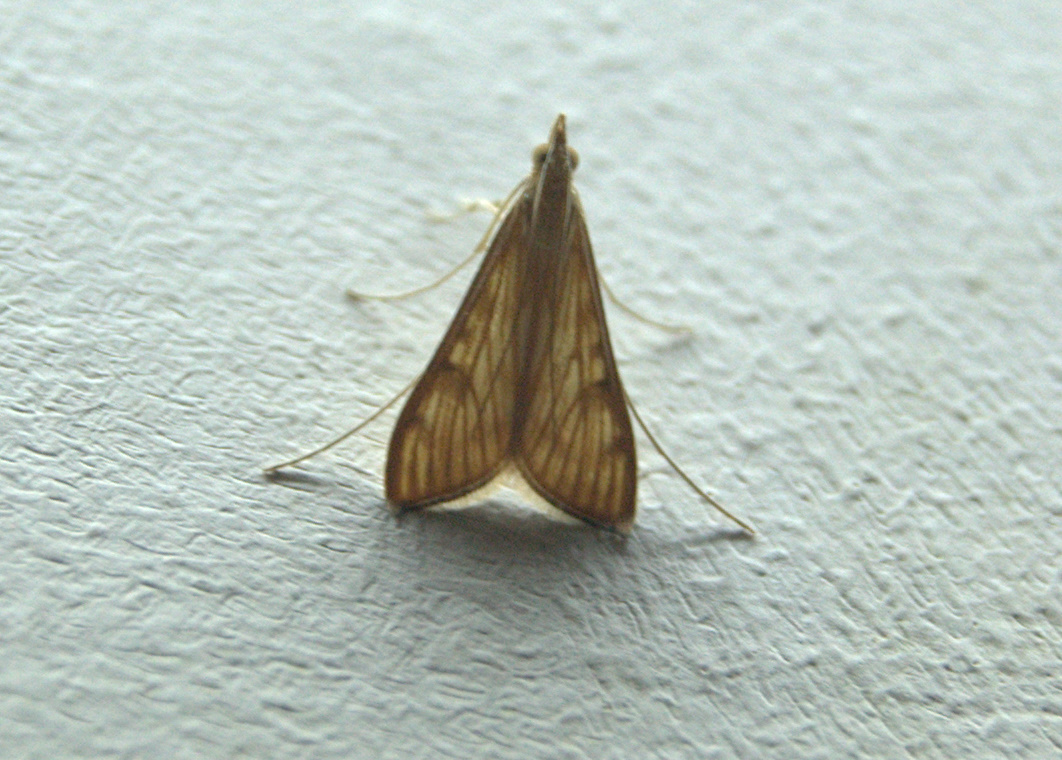